# RAF Lyneham
La Royal Air Force Lyneham est une ancienne base aérienne de la Royal Air Force. Le site se trouve entre les villes de Chippenham et Swindon, dans le Wiltshire.
La base ouvre en mai 1940. Elle assure, pendant le conflit, un rôle essentiellement tourné vers la maintenance et la logistique. Après-guerre, elle joue un rôle important dans le pont aérien de Berlin. À partie de 1967, les Lockheed C-130 Hercules de la RAF sont basés à Lyneham, renforçant l'importance de cette base pour le transport. Pendant la guerre d'Afghanistan (2001-2021), la base est souvent mentionnée dans l'actualité, comme point de liaison avec la ligne de front. 
La base aérienne est fermée en 2012. Le site conserve néanmoins une vocation militaire, utilisé par l'armée de terre.

## références
1. ↑  (en) Carla Prater, « The History Of RAF Lyneham », sur Forces Network (consulté le 12 mars 2022)